# 开元
开元（713年十二月—741年十二月）为唐朝皇帝唐玄宗李隆基的年号，共计二十九年。开元意思是开辟新纪元。开元年间，唐朝国力處於最强盛的時期，史称开元盛世。

## 改元
- 先天二年十二月初一庚寅（713年12月22日），改元開元。[3][4][5]
- 開元三十年正月初一丁未（742年2月10日），改元天寶。[6][7][8]

## 大事记
- 开元元年——唐朝以河西九曲之地为金城公主汤沐邑，赐予吐蕃；重筑浦东古捍海塘，在今上海浦东北蔡、周浦和下沙一线[9]
- 开元二年七月，唐将薛讷率军讨伐契丹，败于滦水谷
- 开元二年八月，吐蕃寇渭源；十月，吐蕃再寇渭源，唐将薛讷、王晙大破吐蕃于武街，追击至长城堡，再败吐蕃。唐将王海宾在这一战役中战死，他的儿子被唐玄宗赐名王忠嗣，养在宫中，后来成为唐朝著名边将。
- 开元四年七月，后突厥可汗默啜在征讨拔野古获胜后，在归途中被拔野古的散兵杀死。骨咄禄之子阙特勒杀死默啜的儿子和亲信，立兄长默棘连为可汗，是为毗伽可汗。
- 开元四年——开元三大士之善無畏到长安
- 开元四年十二月，姚崇罢相，宋璟拜相。
- 開元六年，麗正脩書院創設，為中國最早的官辦書院。
- 开元八年正月，宋璟罢相，源乾曜、张嘉贞为相。
- 开元八年——开元三大士之金剛智及不空到长安
- 开元十年，唐玄宗根据张说的建议，开始采用募兵制。
- 开元十三年十月——唐玄宗封禪泰山
- 开元十五年正月——青海之战（唐蕃战争）
- 开元十五年十月——瓜州之战（唐蕃战争）
- 开元十七年三月，唐朔方节度使信安王李祎率军攻占吐蕃的石堡城。
- 开元十八年六月至开元二十年三月——攻契丹
- 开元二十年——颁布官修礼制专著大唐开元礼。
- 开元二十一年——分天下为15道
- 开元二十二年，幽州节度使张守珪破契丹，后契丹发生内乱，牙官李过折袭杀契丹王屈烈及权臣可突干，率众来降，唐朝东北边境此后趋于安宁。
- 开元二十四年，张九龄罢相，李林甫、牛仙客为相，唐玄宗开始容許李林甫专权，但亦保持主持政事。
- 开元二十六年，册封南诏王皮罗阁为云南王，南诏后来逐渐强大，以大和城（今大理）作为都城，不断与唐朝发生战事，造成边患。

## 出生
- 怀素，唐朝书法家
- 楊玉環，唐朝皇妃（719年）
- 唐代宗，唐朝第十一代皇帝（726年）

## 逝世
- 716年——唐睿宗李旦
- 740年——张九龄，宰相，诗人
- 741年——金刚智，印度僧人

## 纪年
| 开元 | 元年     | 二年     | 三年     | 四年     | 五年     | 六年     | 七年     | 八年     | 九年     | 十年   |
| ---- | -------- | -------- | -------- | -------- | -------- | -------- | -------- | -------- | -------- | ------ |
| 公元 | 713年    | 714年    | 715年    | 716年    | 717年    | 718年    | 719年    | 720年    | 721年    | 722年  |
| 干支 | 癸丑     | 甲寅     | 乙卯     | 丙辰     | 丁巳     | 戊午     | 己未     | 庚申     | 辛酉     | 壬戌   |
| 开元 | 十一年   | 十二年   | 十三年   | 十四年   | 十五年   | 十六年   | 十七年   | 十八年   | 十九年   | 二十年 |
| 公元 | 723年    | 724年    | 725年    | 726年    | 727年    | 728年    | 729年    | 730年    | 731年    | 732年  |
| 干支 | 癸亥     | 甲子     | 乙丑     | 丙寅     | 丁卯     | 戊辰     | 己巳     | 庚午     | 辛未     | 壬申   |
| 开元 | 二十一年 | 二十二年 | 二十三年 | 二十四年 | 二十五年 | 二十六年 | 二十七年 | 二十八年 | 二十九年 |        |
| 公元 | 733年    | 734年    | 735年    | 736年    | 737年    | 738年    | 739年    | 740年    | 741年    |        |
| 干支 | 癸酉     | 甲戌     | 乙亥     | 丙子     | 丁丑     | 戊寅     | 己卯     | 庚辰     | 辛巳     |        |

## 同期存在的其他政权年号
- 中國
  - 仁安（720年—737年）：渤海—渤海武王大武藝之年號
  - 大興（738年—794年）：渤海—渤海文王大欽茂之年號
- 日本
  - 和銅（708年－715年）：奈良時代—元明天皇之年號
  - 靈龜（715年－717年）：奈良時代—元正天皇之年號
  - 養老（717年－724年）：奈良時代—元正天皇之年號
  - 神龜（724年－729年）：奈良時代—聖武天皇之年號
  - 天平（729年－749年）：奈良時代—聖武天皇之年號

## 文內注釋
1. ↑  李崇智，《中國歷代年號考》，第102頁。
2. ↑  劉新方，《「周易」與唐代帝王年號關係考》，洛陽理工學院學報（社會科學版）第24卷第6期，第27頁。
3. ↑  劉昫.  . 维基文库.「〔先天二年〕十二月庚寅朔，大赦天下，改元為開元，內外官賜勳一轉。」
4. ↑  歐陽脩.  . 维基文库.「〔開元元年〕十二月庚寅，大赦，改元，賜內外官勳。」
5. ↑  司馬光.  . 维基文库.「〔開元元年〕十二月，庚寅，赦天下，改元。」
6. ↑  劉昫.  . 维基文库.「天寶元年春正月丁未朔，大赦天下，改元，常赦不原咸赦除之。」
7. ↑  歐陽脩.  . 维基文库.「天寶元年正月丁未，大赦，改元。」
8. ↑  司馬光.  . 维基文库.「天寶元年春，正月，丁未朔，上御勤政樓受朝賀，赦天下，改元。」
9. ↑  . m.thepaper.cn.   [2025-01-10]. （原始内容存档于2025-01-10）.